# 牡丹广场站
牡丹广场站是洛阳轨道交通1号线的地铁车站，位于中华人民共和国河南省洛阳市涧西区西苑路与太原路交叉口西侧，于2021年3月28日开通。

## 车站结构
牡丹广场站位于西苑路与太原路交叉口西侧，沿西苑路路中设置，呈东西走向，为地下两层岛式站台车站，车站长645米，宽84.4米，车站地下一层为站厅层与星悦茂商业街，地下二层为站台层与商业停车场，站台设置全高站台门。车站预留规划3号线换乘结构，3号线车站为地下两层岛式站台，平行于1号线南侧设置。
| 地面              | 出入口 | A、B、C、D、E、F出入口                                                                                  |
| 地下一层          | 站厅   | 客服中心、自动售票机、验票机                                                                            |
| 地下二层          | 站台   | \| \| \| █ 1号线往红山（上海市场） \| \| 島式 · 開左邊车门 \| \| \| \| \| \| █ 1号线往杨湾（七里河） \| |
|                   |        | █ 1号线往红山（上海市场）                                                                               |
| 島式 · 開左邊车门 |        | |
|                   |        | █ 1号线往杨湾（七里河）                                                                                 |

## 出入口
牡丹广场站目前开放16个出入口，各出口及周围设施如下所示：
| 出口编号            | 照片 | 地点                         | 可到达目的地                               |
| ------------------- | ---- | ---------------------------- | ------------------------------------------ |
| A · 出口            |      | 牡丹广场                     | 牡丹广场                                   |
| B · 出口 · （设有） |      | 西苑路（南），吉安北街（东） | 中色科技股份有限公司，洛阳市联盟路初级中学 |
| C · 1 · 出口        |      | 西苑路（南），吉安北街（西） | 有色院家属院西区                           |
| C · 2 · 出口        |      | 西苑路（北），广州路（西）   | 安徽路小学                                 |
| C · 5 · 出口        |      | 西苑路（南），江西路（西）   | 澜京公馆                                   |
| C · 6 · 出口        |      | 西苑路（北），天津路（东）   | 涧西区人民政府                             |
| C · 7 · 出口        |      | 西苑路（南），天津路（东）   | 机电部四家属院，洛轴天八生活区，澜京公馆   |
| C · 8 · 出口        |      | 西苑路（北），天津路（东）   | 洛阳市第六人民医院，东升一小               |
| C · 9 · 出口        |      | 西苑路（北），天津路（西）   | 云峰中心，二十九号街坊                     |
| D · 出口            |      | 牡丹广场                     | 牡丹广场                                   |
| E · 出口            |      | 西苑路（北），太原路（西）   | 洛阳友谊宾馆，万国银座                     |
| F · 3 · 出口        |      | 西苑路（南），太原路（西）   | 中色科技股份有限公司                       |
| F · 4 · 出口        |      | 太原路（东），南昌路（西）   | 洛阳牡丹妇产医院，壹品天下                 |
| F · 5 · 出口        |      | 太原路（东），延安路（北）   | 景华实验小学，三十八号街坊                 |
| F · 6 · 出口        |      | 延安路（南），南昌路（东）   | 洛阳牡丹城宾馆，江山汇                     |
| F · 7 · 出口        |      | 延安路（南），南昌路（东）   | 洛阳市科学技术馆，世纪华阳                 |
| 图例： 设有         |      |                              |                                            |

## 接驳交通

### 公交车
- 牡丹广场：8路，24路，63路，69路，75路，95路，95路延长线，706路
- 牡丹广场东：9路，24路，54路，75路，95路，95路延长线，99路，V12路，V17路，V5路
- 牡丹城：8路，12路，12路延长线，60路，63路，69路，95路，95路延长线，V5路

## 历史
本站工程名与正式站名均为牡丹广场站，以车站所处的牡丹广场命名。
- 2019年8月30号，车站主体结构封顶[3]。
- 2021年3月28日，车站随1号线通车开通[1]。
- 2025年3月31日，车站F3、F4、F5、F6、F7、C6、C9出入口开通[4]。